# Mónica Moraes Ramírez
Mónica Moraes Ramírez (La Paz, Bolivia; 4 de mayo de 1960) es una botánica y bióloga boliviana.
En 1989 obtuvo su M.Sc. en la Universidad de Aarhus, Dinamarca y el Ph.D. en la Universidad de Aarhus, Dinamarca, en 1996.
Es miembro del Herbario Nacional de Bolivia desde 1987. Se incorporó a la Carrera de Biología de la Universidad Mayor de San Andrés en La Paz, Bolivia desde 1990 como profesora universitaria. Fue directora del "Instituto de Ecología" y del "Herbario Nacional".
Participa en varios proyectos de estudios focalizados en la flora tropical boliviana, y es especialista en palmeras de Bolivia. Ha supervisado más de 50 tesis de pregrado y postgrado.
Trabajó como asesora doctoral de Narel Y. Paniagua Zambrana por su experiencia en palmeras.
En 2007 ingresó como académica de número a la Academia Nacional de Ciencias de Bolivia y es profesora emérita desde 2015. Actualmente es editora en jefe de la revista "Ecología en Bolivia" desde 2002.

## Publicaciones
Ha publicado extensamente sobre palmas, vegetación, y ecología de Bolivia.

### Libros
- mónica Moraes. 2006. Botánica económica de los Andes centrales. Ed. Universidad Mayor de San Andrés. 557 pp. il. ISBN 9995401215

- --------------------. 2004. ''Flora de palmeras de Bolivia. Ed. Herbario Nacional de Bolivia, Instituto de Ecología, Carrera de Biología, Universidad Mayor de San Andrés. 262 pp. ISBN 9990506094

- --------------------. 1996. Bolivian palms: distribution and taxonomy. Ed. Univ. of Aarhus, Institute of Biological Sciences, Department of Systematic Botany. 213 pp.

- --------------------. 1996. Bases para el manejo sostenible de palmeras nativas de Bolivia. Ed. Programa de la Naciones Unidas para el Desarrollo. 88 pp.

- --------------------. 1994. Taxonomy and natural history of Bolivian palms. Ed. Univ. of Aarhus, Department of Systematic Botany. 484 pp.

- --------------------. henrik Balslev, mónica Moraes. 1989. Sinopsis de las palmeras de Bolivia. Vol. 20 de AAU reports. Ed. Botanical Institute, Aarhus University. 107 pp. ISBN 8787600242

Allagoptera brevicalyx, descrita por M.Moraes
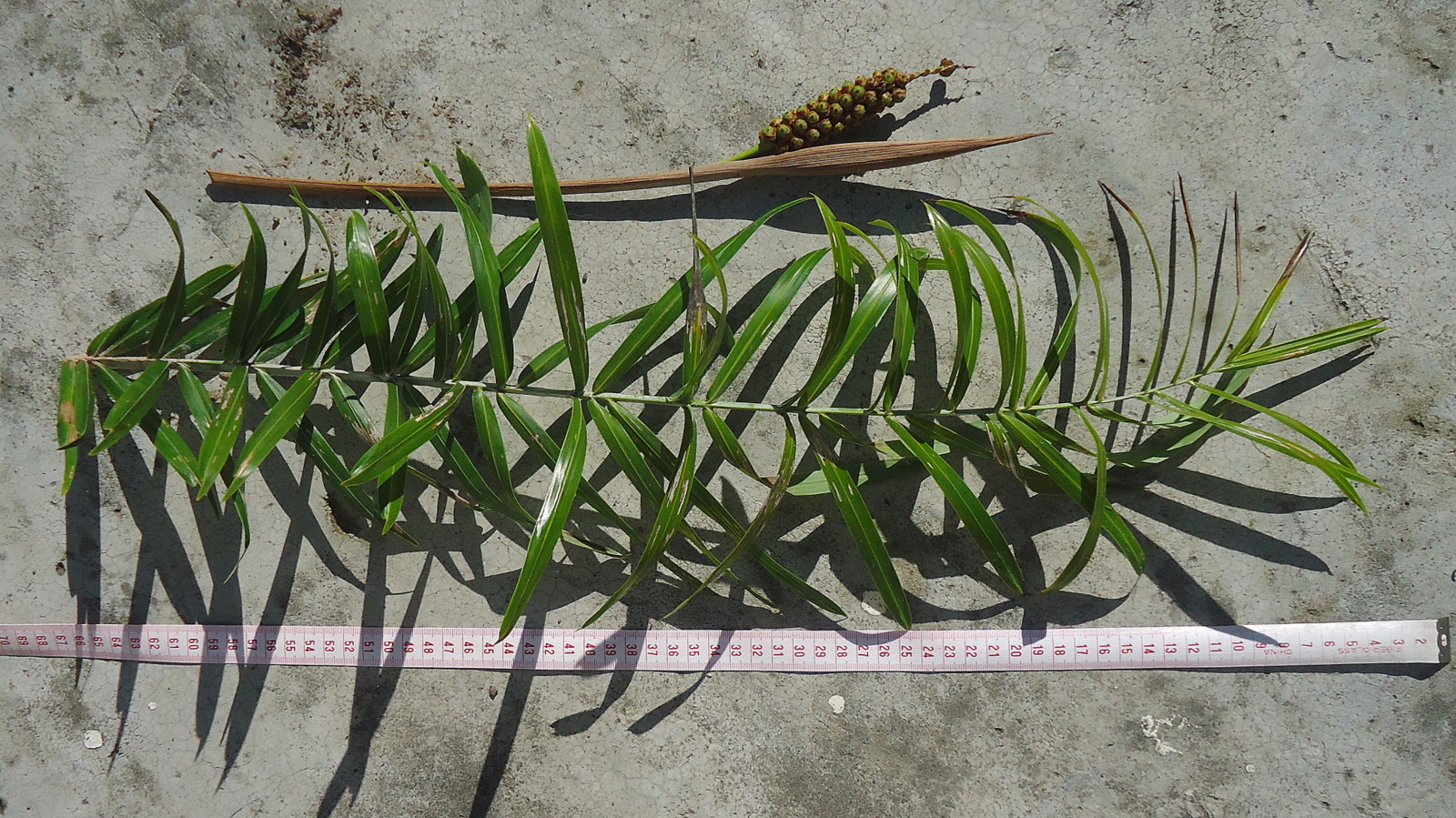
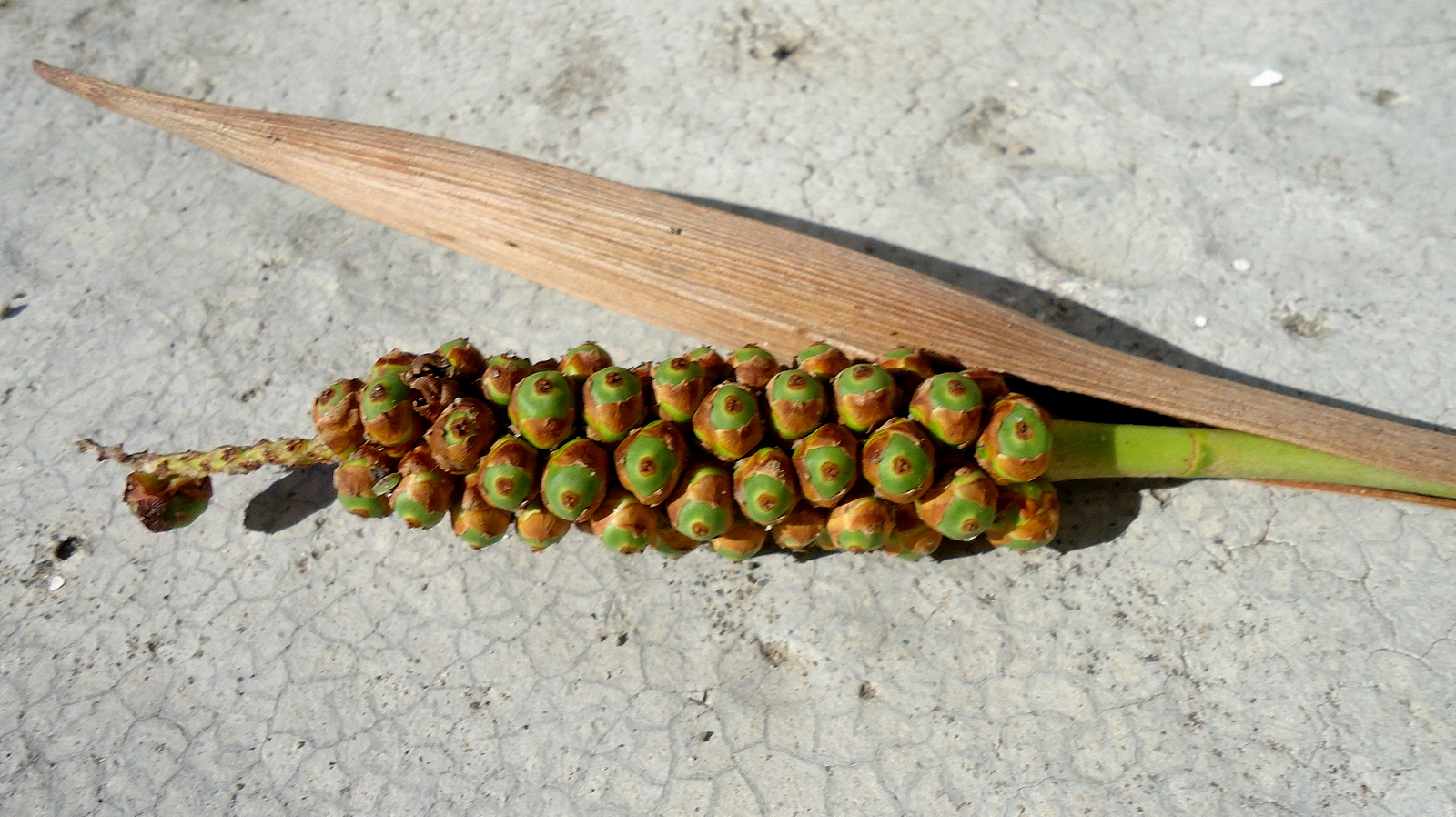
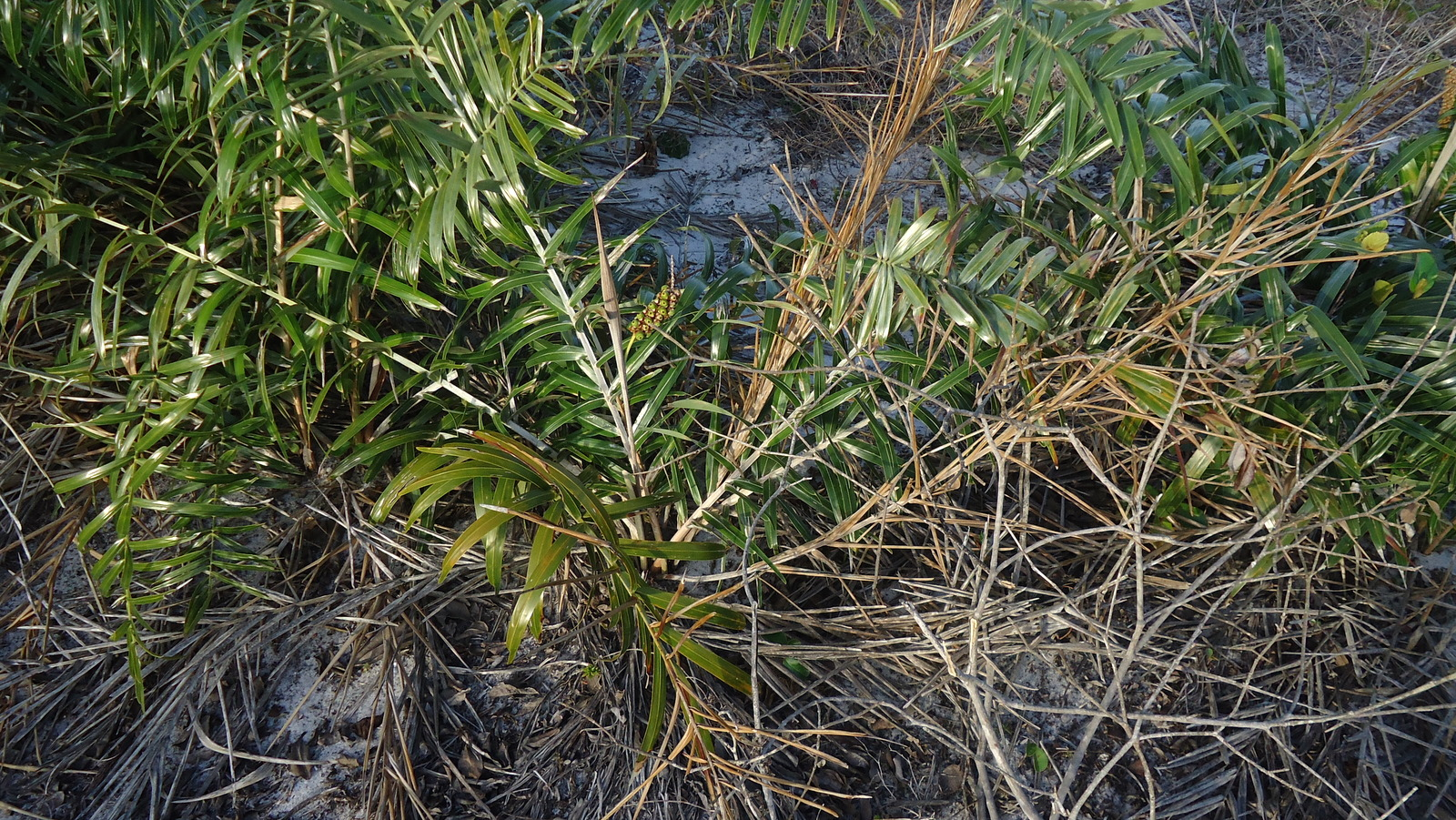
Allagoptera brevicalyx , descrita por M.Moraes
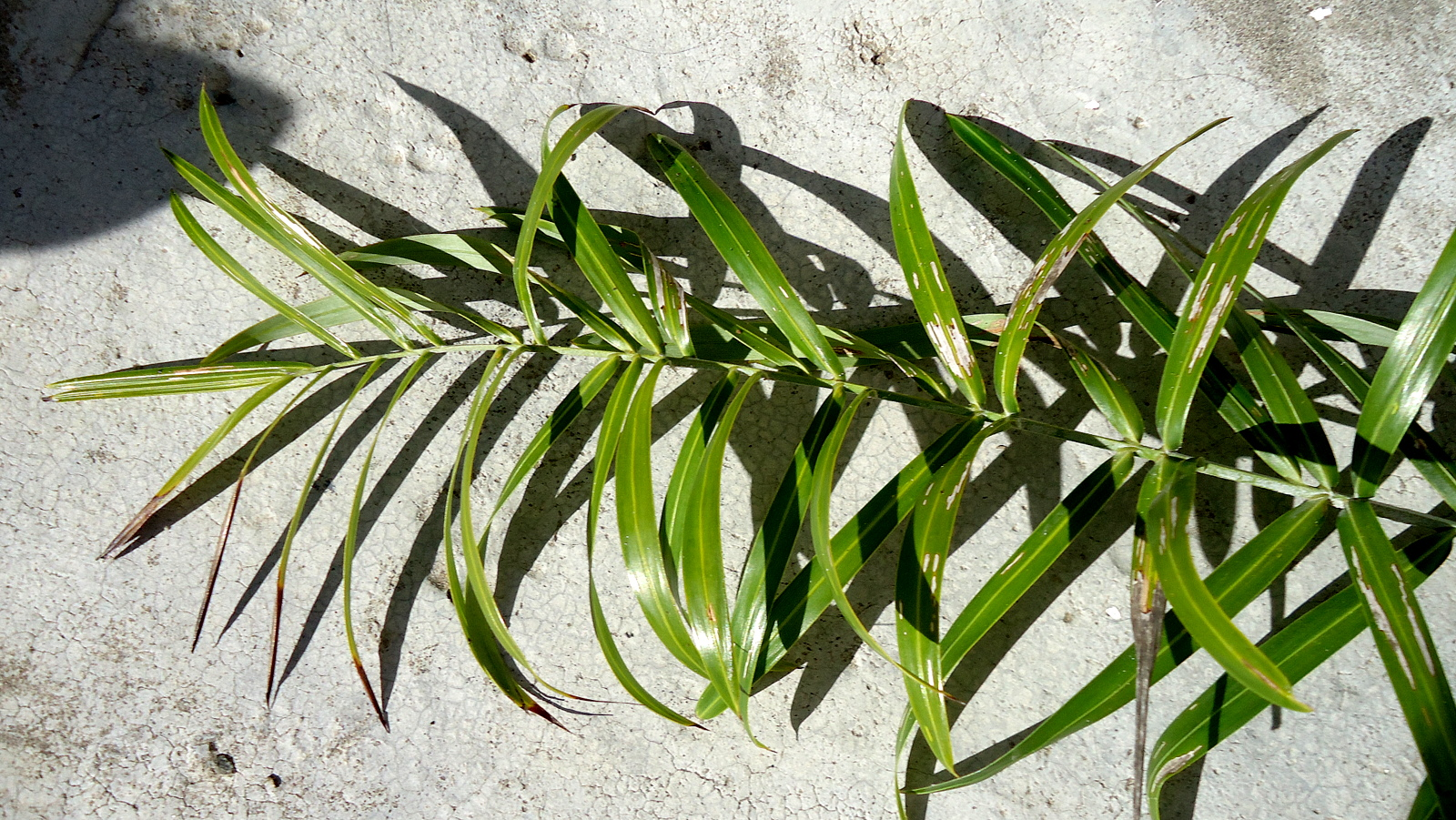

- Allagoptera brevicalyx , descrita por M.Moraes llevando su nombre.

- La abreviatura «Moraes» se emplea para indicar a Mónica Moraes Ramírez como autoridad en la descripción y clasificación científica de los vegetales.[2]

Una de las especies descrita por Moraes es la Allagoptera brevicalyx.